# Lipec
Lipec là một làng thuộc huyện Kolín, vùng Středočeský, Cộng hòa Séc.

## Hình ảnh

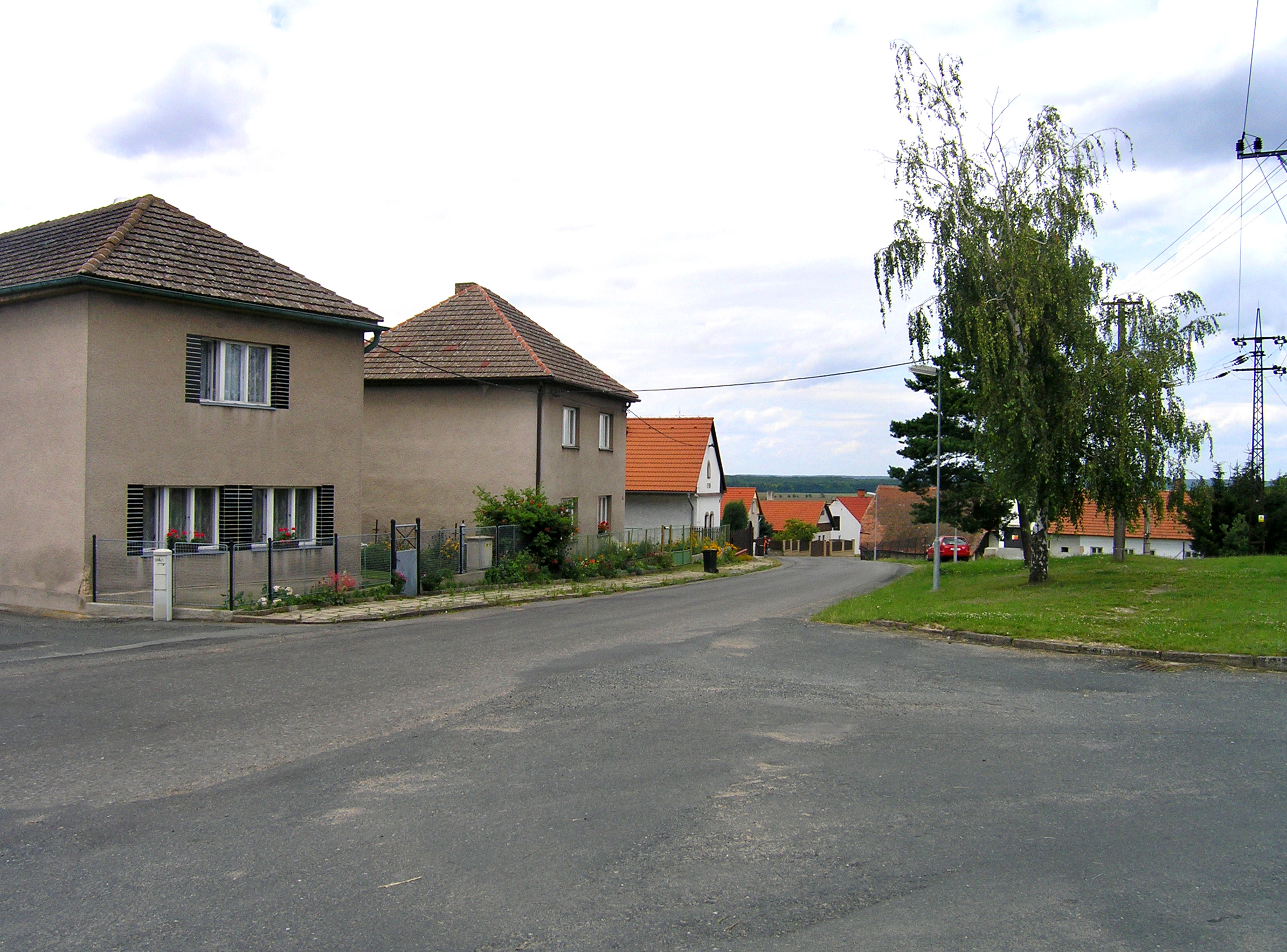
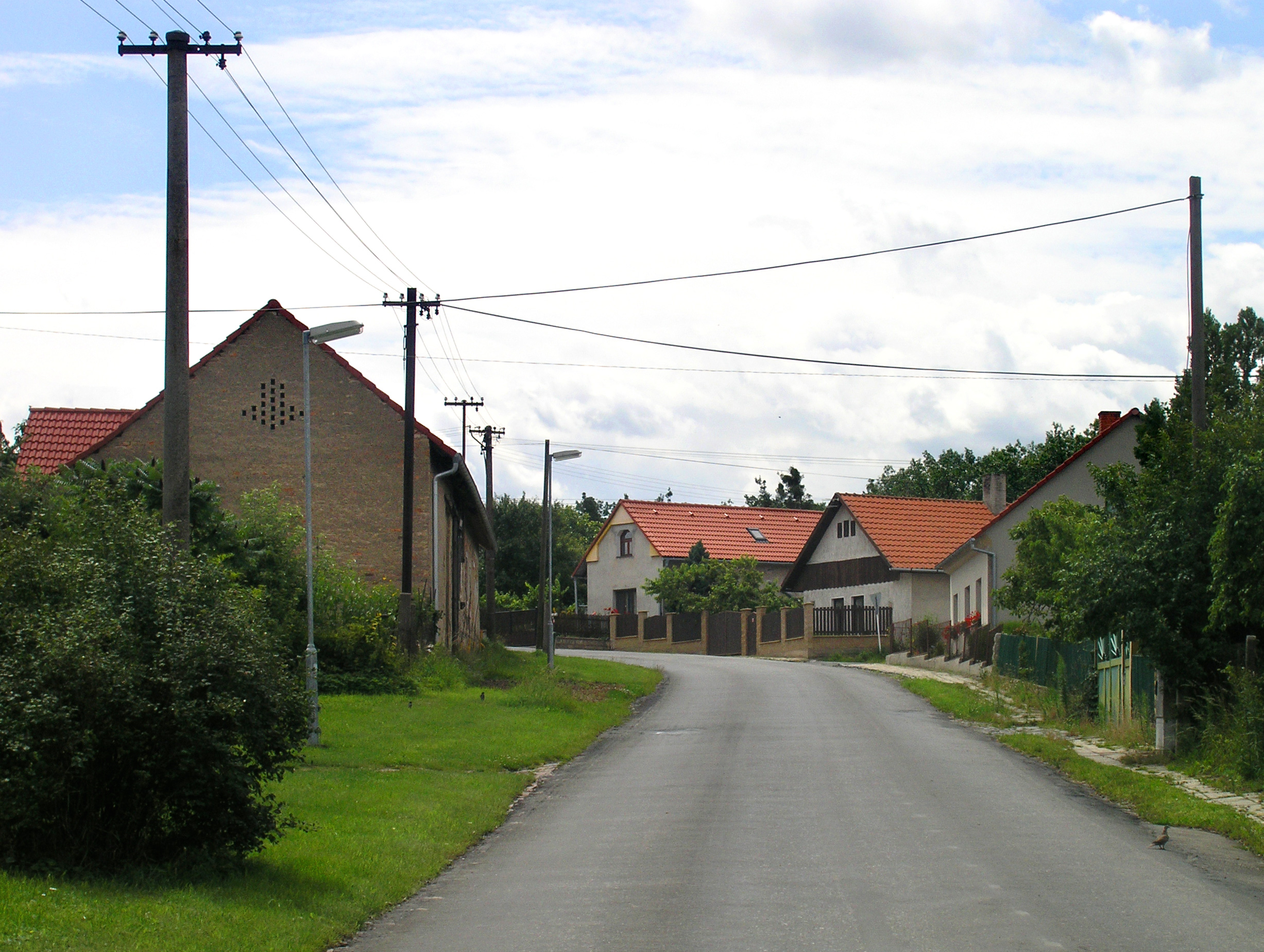
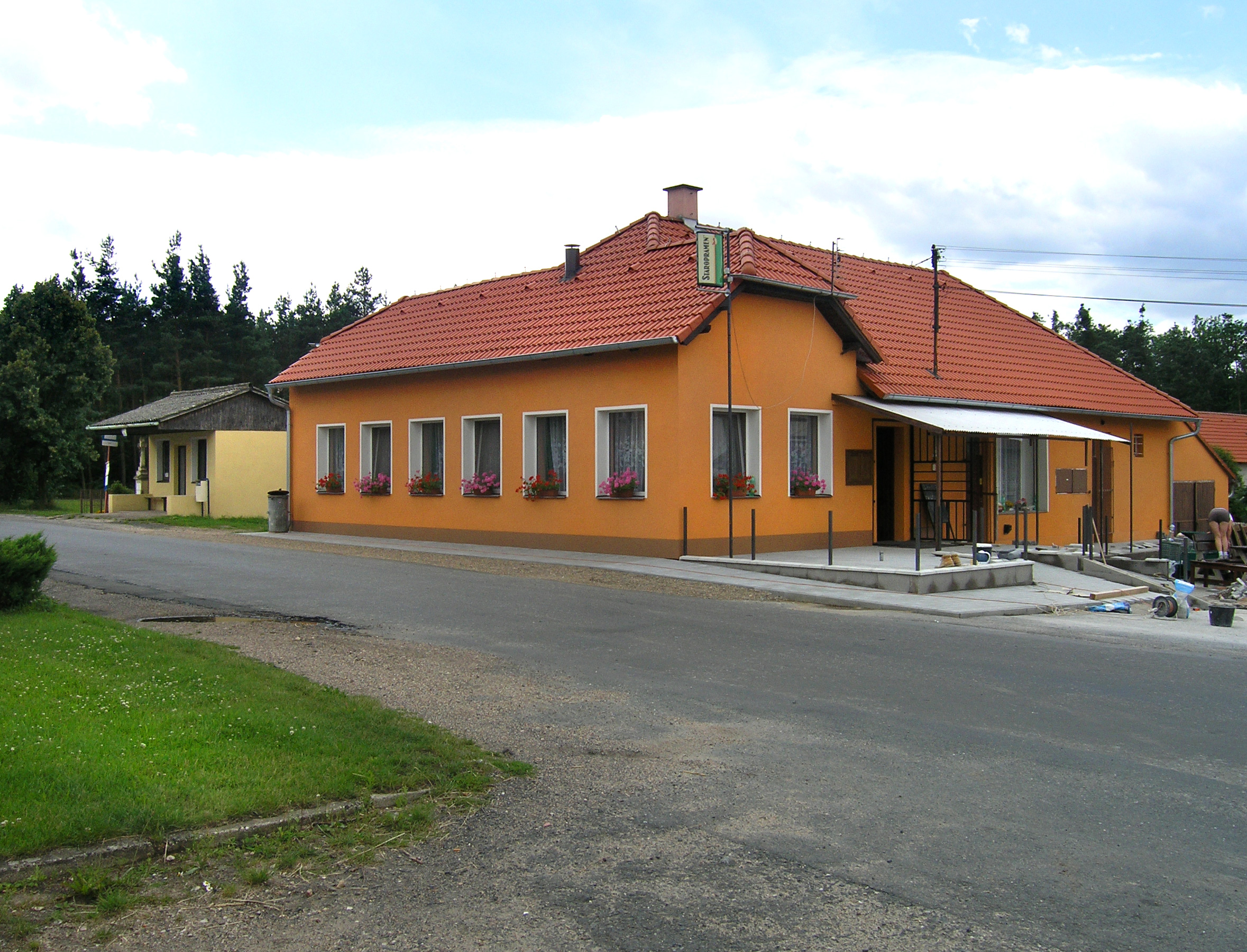